# Austin Spurs 2016-2017
La stagione 2016-17 degli Austin Spurs fu la 16ª nella NBA D-League per la franchigia.
Gli Austin Spurs arrivarono quarti nella Southwest Division con un record di 25-25, non qualificandosi per i play-off.

## Roster
| N° | Naz.                   | Ruolo | Sportivo           | Anno | Alt. | Peso |
| -- | ---------------------- | ----- | ------------------ | ---- | ---- | ---- |
| 1  | Stati Uniti (bandiera) | G     | Orlando Johnson    | 1989 | 196  | 100  |
| 5  | Stati Uniti (bandiera) | G     | Dejounte Murray    | 1996 | 196  | 77   |
| 7  | Stati Uniti (bandiera) | A     | Daniel Stewart     | 1992 | 201  | 98   |
| 8  | Stati Uniti (bandiera) | G     | Jeff Ledbetter     | 1988 | 191  | 88   |
| 10 | Stati Uniti (bandiera) | G     | Ryan Arcidiacono   | 1994 | 191  | 88   |
| 11 | Stati Uniti (bandiera) | G     | Demetri McCamey    | 1989 | 191  | 93   |
| 14 | Stati Uniti (bandiera) | G     | Bryn Forbes        | 1993 | 191  | 86   |
| 16 | Stati Uniti (bandiera) | GA    | Jarell Eddie       | 1991 | 201  | 100  |
| 17 | Camerun (bandiera)     | A     | Alexis Wangmene    | 1989 | 201  | 109  |
| 22 | Stati Uniti (bandiera) | A     | Shaquille Thomas   | 1992 | 201  | 82   |
| 23 | Stati Uniti (bandiera) | A     | Maurice Bolden     | 1989 | 208  | 93   |
| 25 | Argentina (bandiera)   | GA    | Patricio Garino    | 1993 | 198  | 92   |
| 26 | Stati Uniti (bandiera) | GA    | Hollis Thompson    | 1991 | 203  | 93   |
| 27 | Stati Uniti (bandiera) | G     | Dan Nwaelele       | 1984 | 196  | 93   |
| 33 | Costa Rica (bandiera)  | A     | Charles García     | 1988 | 208  | 104  |
| 34 | Lettonia (bandiera)    | A     | Dāvis Bertāns      | 1992 | 208  | 95   |
| 35 | Francia (bandiera)     | A     | Livio Jean-Charles | 1993 | 206  | 98   |
| 40 | Stati Uniti (bandiera) | A     | Cory Jefferson     | 1990 | 206  | 99   |
| 41 | Mali (bandiera)        | AC    | Cheick Diallo      | 1996 | 206  | 100  |

## Staff tecnico
- Allenatore: Ken McDonald
- Vice-allenatori: A.J. Diggs, Mitch Johnson, Joseph Kuhl